# Piero Caldirola
Piero Caldirola (Como, 5 de dezembro de 1914 – Milão, 31 de julho de 1984) foi um físico italiano.

## Biografia
Piero Caldirola estudou no Collegio Ghislieri de Pavia, onde teve como professores, dentre outros, os físico matemáticos Attilio Palatini e Rocco Serini.
Formou-se em física em 1937, e em 1938 foi para a Roma de Enrico Fermi (antes de Fermi deixar a Itália), onde conheceu Ugo Fano e o brasileiro Mário Schenberg, por cujas idéias foi influenciado. Seguiu depois para Pádua para trabalhar com Gian Carlo Wick, onde estudou o método de Rabi para medir momentos magnéticos. Enquanto isso estudou teoria da relatividade e física de partículas.
Em 1939 foi nomeado assistente de física experimental em Pavia, através de um concurso nacional no qual os vencedores foram Caldirola, Oreste Piccioni e Ettore Pancini. Em Pavia iniciou uma colaboração com Luigi Giulotto, experiente físico experimental, sobre o efeito Fermi e, acima de tudo, sobre o efeito Raman em líquidos. Analisando a estrutura fina, Caldirola e Giulotto em 1940 interpretam o que será chamado de desvio de Lamb.
Nesse meio tempo tornou-se amigo de Gleb Wataghin Antonio Carrelli, que apreciou suas aplicações da teoria dos grupos. Um artigo sobre forças não conservadoras na Mecânica quântica foi apreciado por Enrico Fermi.
Morreu em Milão em 31 de julho de 1984.

## Obras
- Piero Caldirola, Istituzioni di Fisica Teorica, Editrice Viscontea, Milano 1966
- Piero Caldirola, Dalla Microfisica alla Macrofisica, Mondadori, Edizioni Scientifiche e Tecniche, Milano 1974 (1), ISSN 0303-2752
- Caldirola, Piero; R. Cirelli, G. M. Prosperi (1982). Introduzione alla fisica teorica. Torino: UTET. 980 páginas. ISBN 978-88-02-03722-6
- Caldirola, Piero; Loinger Angelo (1979). Teoria fisica e realtà. [S.l.]: Liguori. 200 páginas. ISBN 978-88-207-0800-9
- Caldirola, Piero; Marcello Fontanesi, Elio Sindoni (1982). Elettromagnetismo (1). [S.l.]: Masson. 216 páginas. ISBN 88-214-0403-X —E.Recami: Giornale di Fisica 44 (2003) 207-212.

Para uma lista das publicações de Caldirola e a reprodução de seus artigos mais significativos, ver o trabalho em quatro volumes "Selected Papers of Piero Caldirola", editado por E. Recami, R. Mignani e RM Santilli (Hadronic Press Inc; USA), pp. 1–1418.